# 海軍忠犬馬克斯
是一部2015年的美國家庭冒險戰爭電影，由執導兼編劇，、主演。

## 演員
- 飾
- 飾
- 飾

## 續集
續集《軍犬麥斯2：白宮英雄》於2017年5月5日上映。

## 外部連結
- 開眼電影網上《海軍忠犬馬克斯》的資料（繁體中文）
- 豆瓣电影上《军犬麦克斯》的資料 （简体中文）
- 时光网上《麦克斯》的資料（简体中文）
- AllMovie上《Max》的资料（英文）
- 爛番茄上《Max》的資料（英文）
- Box Office Mojo上《Max》的資料（英文）
- TCM电影资料库上《Max》的资料（英文）
- Metacritic上《Max》的資料（英文）
- 互联网电影数据库（IMDb）上《Max》的资料（英文）